# 大友信一
大友 信一（おおとも しんいち、1930年8月25日 - ）は、日本の言語学者、国語学者。岡山大学名誉教授。

## 来歴
宮城県生まれ。1953年東北大学文学部国文科卒、1958年同大学院博士課程満期退学、1961年「中国資料による室町時代国語音声の研究」で東北大学文学博士。1958年聖和学園短期大学講師、1959年助教授、1964年東北工業大学助教授、1966年岡山大学教育学部助教授、1976年文学部教授、1992年名誉教授、千葉大学教授。2010年春、瑞宝中綬章受勲。

## 著書
- 『中国資料による室町時代の国語音声の研究』至文堂　1963
- 『潮に寄せて』墨潮会　1989

### 共編
- 『日本館訳語 本文と索引』木村晟共編　洛文社　1968
- 『海外奇談国語解 吾妻鏡補所載 本文と索引』木村晟共編輯　小林印刷出版部 国語資料『本文と索引』叢刊 1972
- 『弘治五年板伊路波 本文と索引』山内潤三,木村晟共編　洛文社　古典刊行会叢書 1972
- 陳天麒編著『東語入門 本文と索引』木村晟共編輯　小林印刷出版部 国語資料『本文と索引』叢刊　1972
- 『日本一鑑 本文と索引』木村晟共編　笠間書院　笠間索引叢刊　1974
- 『琉球館訳語 本文と索引』木村晟共編　小林印刷出版部　古典刊行会叢書 1979
- 『日本一鑑「名彙」 本文と索引』木村晟共編　笠間書院　笠間索引叢刊 1982
- 『仮名書き論語 論語集注』木村晟,片山晴賢共編　翰林書房　1996
- 『古辞書影印文献』木村晟,片山晴賢共編輯　港の人　1999-2001

## 記念論文集
- 『辞書・外国資料による日本語研究 大友信一博士還暦記念』和泉書院　1991
- 『大友信一博士古稀記念論集』渡邊剛毅監修 木村晟ほか編輯 臨南寺東洋文化研究所企画　リョウ伽林　2001

## 参考
- 『現代日本人名録』2002年
- 「年譜」『大友信一博士古稀記念論集』